# Kauza Amstetten
Kauza Amstetten (v zahraničí častěji Kauza Fritzl) je označení pro aféru, která vypukla poté, co rakouská policie v dolnorakouském městě Amstetten 28. dubna 2008 zatkla Josefa Fritzla (* 9. dubna 1935 Amstetten). Fritzl od 28. srpna 1984 věznil ve sklepě svého rodinného domu svou dceru, Elisabeth Fritzlovou (* 6. dubna 1966). Zde ji pravidelně znásilňoval a zplodil s ní sedm dětí, z nichž jedno zemřelo, tři byly uvězněny ve sklepě spolu s matkou a tři žily přímo v domě. Když Fritzl Elisabeth uvěznil, byla osmnáctiletá, když byla osvobozena policií, bylo jí již 42 let. Josef Fritzl se okamžitě stal nechvalně známým po celém světě. Dne 16. března 2009 začal v St. Pöltenu soudní proces, který vedla soudkyně Andrea Humerová. Fritzl byl obviněn z únosu, znásilňování, zotročování, incestu a zabití. Nejprve popíral svou vinu ve dvou nejtěžších bodech – zotročování a zabití. I tyto zločiny však přiznal 18. března. Již den poté, 19. března 2009, byl odsouzen k doživotnímu vězení, což je v rakouském trestním právu nejvyšší možná sazba. Tímto případem se inspirovala německá industriální metalová skupina Rammstein ve své písni Wiener Blut.

## Životopis Josefa Fritzla
Josef Fritzl se narodil 9. dubna 1935 v Amstettenu. Vyrůstal v době nacismu, což jej podle vlastních slov ovlivnilo. Získal titul inženýr v oboru elektrotechnika a začal pracovat pro ocelářský koncern VÖEST v Linci. V roce 1956, když mu bylo 21 let, se oženil se sedmnáctiletou Rosemarie, s níž měl dva syny a pět dcer včetně Elisabeth. V roce 1967 byl v Linci odsouzen za znásilnění 21leté ženy a odseděl si 12 z 18 měsíců trestu. V letech 1969 až 1971 pracoval pro firmu se stavebním materiálem v Amstettenu. Později se stal cestujícím obchodníkem, přičemž jezdil po celém Rakousku. V roce 1972 si koupil chatu u jezera Mondsee. Tu obýval do roku 1996. V roce 1995 odešel Fritzl ve věku 60 let do důchodu.

## Životopis Elisabeth Fritzlové

### Mládí
Elisabeth se narodila 6. dubna 1966 Fritzlově ženě Rosemarie. Dokončila povinné vzdělání a začala se učit číšnicí. Fritzl se stal podezřelým ze sexuálního obtěžování již v roce 1977, kdy jí bylo 11 let. V lednu 1983 utekla z domova do Vídně, kde se několik týdnů skrývala. Objevila ji policie a vrátila domů k rodičům, protože byla tehdy ještě nezletilá. V létě 1984 se vyučila číšnicí a hledala práci v okolí Lince.

### Léta věznění otcem
Elisabeth se chtěla z domova již brzy odstěhovat. Dne 28. srpna 1984 nalákal Fritzl dceru do sklepa pod záminkou, že potřebuje pomoci s opravou dveří. Ve sklepě ji omráčil chemikáliemi a uvěznil. Donutil dceru, aby matce napsala dopis, že se přidala k náboženské sektě. Dopis byl odeslán z Braunau am Inn. To bylo také oznámeno policii.
Fritzl docházel do sklepa, který postupně vybavil primitivním sociálním zařízením, televizním přijímačem a videorekorderem, minimálně třikrát za týden, aby Elisabeth, a později jejím dětem, donášel jídlo a znásilňoval ji. V roce 1994, po narození čtvrtého dítěte, rozšířil sklep z 35 m² na 55 m². Se svou dcerou zplodil sedm dětí – Kerstin, Stefan a Felix žili ve sklepě se svou matkou, Lisa, Monika a Alexander žili s manželi Fritzlovými v domě (Fritzl prý vždy řekl manželce, že je u dveří nechala sama Elisabeth). Jedno dítě, Michael, zemřelo. Ačkoliv bylo nemocné, Fritzl mu vědomě neposkytl pomoc, což bylo důvodem, proč byl odsouzen za zabití. Elisabeth děti učila ve sklepě číst a psát. Pokud je Fritzl chtěl potrestat, zhasínal ve sklepě světla a nedával jim najíst. Také jim vyhrožoval, že do sklepa pustí jedovatý plyn, pokusí-li se o útěk. Podle Fritzlovy snachy Christine, chodil Fritzl do sklepa každé ráno v devět hodin, údajně aby kreslil plány strojů, které pak prodával firmám. Někdy tam zůstal celou noc a jeho žena mu nesměla ani přinést kávu. Nájemník, který si v domě Fritzlových dvanáct let pronajímal pokoj, si stěžoval na zvuky, které vycházejí ze sklepa. Fritzl mu řekl, že je vydává plynový vytápěcí systém.

### Vysvobození
Dne 19. dubna 2008 upadla dcera (resp. vnučka) Kerstin do bezvědomí a Fritzl souhlasil, aby jí byla poskytnuta lékařská péče. Elisabeth ji Fritzlovi pomohla dostat ze sklepa, při tom po 24 letech poprvé viděla venkovní svět na vlastní oči. Kerstin byla odvezena do amstettenské nemocnice, kde se jí ujal dr. Albert Reiter. Bylo jí zjištěno selhání ledvin. Fritzl mu později předal zprávu, psanou její matkou. Lékařskému personálu se začal celý případ zdát podivný, a tak 21. dubna 2008 upozornili policii. Fritzl znovu zopakoval svoji výpověď o tom, že Elisabeth žije v sektě, což chtěl potvrdit nejnovějším „dopisem“ od Elisabeth, odeslaným v lednu 2008 z Kematenu. Policie kontaktovala Manfreda Wohlfahrta, církevního hodnostáře, zodpovědného za sledování sekt. Ten vyjádřil pochybnosti o tom, že tato sekta existuje, a vyjádřil svoje zdání, že byl „dopis“ diktován. O věc se začaly zajímat televizní stanice a Elisabeth reportáž o svém otci viděla v televizi ve sklepě. Prosila otce, aby s ním a se svými dětmi mohla do nemocnice. Fritzl souhlasil a manželce řekl, že se Elisabeth po 24 letech rozhodla vrátit. V nemocnici je všechny zadržela policie. Když policie Elisabeth zaručila ochranu před jejím otcem, vypověděla o svém 24letém pobytu ve sklepě rodného domu. Krátce po půlnoci již měli policisté tři stránky výpovědi. Během noci z 26. na 27. dubna byla Elisabeth a její děti vzaty do péče. Dne 28. dubna se Josef Fritzl přiznal k věznění své dcery a jejích dětí. Řekl policistům, jak se dostanou do sklepa. Fritzlova žena Rosemarie byla seznámena s pravdou o tom, kde její dcera byla. Obecně se věří, že skutečně celou dobu o ničem nevěděla. Následující den potvrdily testy DNA, že je Fritzl otcem Elisabethiných dětí. Dne 1. května 2008 uspořádala rakouská spolková policie tiskovou konferenci, na které s případem podrobně seznámila veřejnost. Tehdy neuvedla vše, co věděla, protože hodlala ještě vyslechnout nejméně 100 bývalých Fritzlových podnájemníků.

## Vyšetřování a Fritzlův proces
Dne 11. července 2008 podala Elisabeth Fritzlová vyšetřovatelům prostřednictvím videa výpověď.[zdroj?] Fritzl nebyl přítomen, byl již uvězněn v St. Pöltenu. Právník Christopher Herbst, který zastupoval Elisabeth a její děti, řekl o svých svěřencích, že „naštěstí je vše v pořádku“. Tříletý Felix se o prázdninách učil plavat, patnáctiletá dcera se zúčastnila čtyřdenního tábora s více než 4000 dalšími dětmi. Dne 13. listopadu 2008 vznesly rakouské úřady obvinění. Proces, vedený soudkyní Andreou Humerovou, začal v pondělí 16. března 2009 v St. Pöltenu, hlavním městě spolkové země Dolní Rakousy, ve kterých se nachází Amstetten. Média nebyla vpuštěna, aby se zachovala vizuální anonymita Fritzlových obětí. Fritzl první den přišel, zakrývaje si tvář modrými deskami, na což měl podle rakouských zákonů právo. Při počátečních projevech řekl Rudolf Mayer, Fritzlův obhájce, aby se soudkyně nedala strhnout veřejným míněním, že byl Fritzl zrůda. Připomněl, že dětem jednou o Vánocích přinesl do sklepa vánoční stromek. Prokurátorka Christiane Burkheiser demonstrovala přítomným hrozné podmínky v cele – nízké stropy, vlhkost a strašlivý zápach – tak, že svým posluchačům dala přičichnout k věcem vyneseným ze sklepa. Fritzl nejprve přiznával tři body obžaloby za únos, znásilňování a incest, ale ne dva nejtěžší, zabití a zotročování. Když pak zhlédl 11hodinovou výpověď Elisabeth z července 2008, přiznal se ve středu 18. března i k posledním dvěma zločinům, protože ho podle jeho právníka výpověď dcery zlomila. Už ve čtvrtek 19. března byl nad Fritzlem vynesen rozsudek. Byl uznán vinným ve všech pěti bodech obžaloby, tedy únosem, znásilňováním, zotročováním, incestem a zabitím, za což byl odsouzen k trestu doživotního odnětí svobody. Byl poslán do vězení se zvýšenou ostrahou.

## Fritzlova změna příjmení ve vězení
Fritzl je v současnosti (2024) nadále vězněn. V květnu 2017 bylo oznámeno, že si ve vězení nechal změnit svoje příjmení na Mayrhoff. Jeho žádost byla na magistrátu města Kremže (Krems an der Donau) za poplatek 546 eur povolena.